# Coggeshall United F.C.

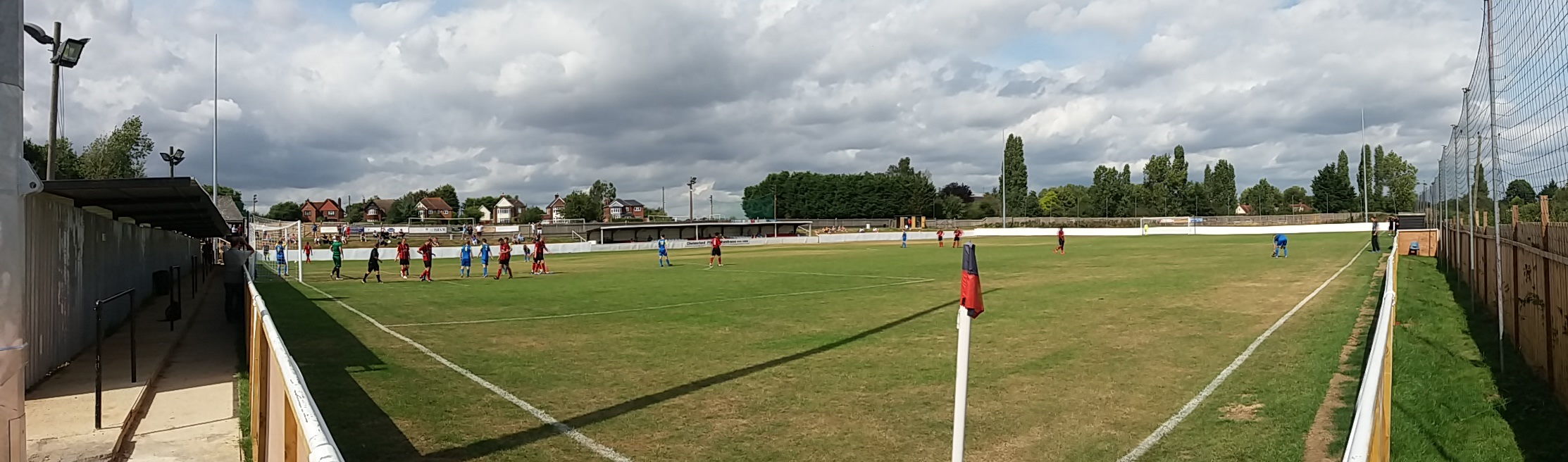
Toàn cảnh sân vận động West Street

Coggeshall United FC là một câu lạc bộ bóng đá có trụ sở tại Coggeshall, Essex. Đội bóng hiện thi đấu tại  và sư dụng chung sân West Street với câu lạc bộ Coggeshall Town. Được thành lập vào năm 2017 bởi cựu cầu thủ bóng đá Cliff Akurang, đây là câu lạc bộ lớn thứ hai ở Coggeshall sau Coggeshall Town.

## Thành tích
- Thành tích tốt nhất tại Hạng đấu: Xếp thứ 2 tại Eastern Counties League Division One South mùa giải 2018–19[3]

## Sân vận động
Coggeshall United thi đấu tại sân West Street cùng với Coggeshall Town. Sân này nằm ở phía Tây Coggeshall.